# ピアノ四重奏曲第1番 (ドヴォルザーク)
ピアノ四重奏曲第1番 ニ長調 作品23（B.53）は、アントニン・ドヴォルザークが作曲したピアノ四重奏曲。

## 概要
ドヴォルザークは1870年代の前半には名声にも金銭的にも恵まれないままであったが、1875年2月に栄えあるオーストリア政府の賞を獲得することになる。この受賞は彼に資金面での余裕をもたらすことになり、ドヴォルザークはここから旺盛な創作意欲を発揮する。本作は1875年に5月24日から6月10日のわずか18日間で書き上げられ、若干の修正を経た後の1880年12月16日にプラハにおいて芸術愛好家グループが後援する演奏会で初演された。
この時期のドヴォルザークの楽曲は自然に湧き出たような旋律の横溢を特徴とし、本作の民謡調の素朴な旋律も心に残るものとなっている。弦楽器奏者であった作曲者の書いたピアノパートはぎこちなさの残るものであるが、楽曲には当時の彼が作曲家としての技術を極めつつあったことが示されている。

## 楽曲構成
全3楽章で構成される。演奏時間は約35分。

### 第1楽章
Allegro moderato 3/4拍子 ニ長調
譜例1のようにニ長調で開始するものの、10小節目には早くもロ長調への転調を果たし、以降はロ長調が曲を支配していく。
譜例1
第2主題はそれまでの曲中に現れていた2つの材料を組み合わせて生み出されている（譜例2）。
譜例2
提示部は反復記号の指示により繰り返される。展開部は主題全体を移調しただけの部分もあり、あまり手の込んだものとは言い難い。再現部はピアノのアルペッジョに乗って開始される。第2主題の再現はチェロが先導する。コーダでは両主題が壮大に奏されてクライマックスを築いた後、急速に静まって弱音で終わりを迎える。

### 第2楽章
Andantino con variazioni 2/4拍子 ロ短調
主題に続く5つの変奏とコーダからなる変奏曲。ロ短調という調性の選択は、第1楽章がロ長調を中心としていたことに由来するものであるという見解もある。ヴァイオリンが奏でる譜例3の主題はまず弦楽器のみではじまり、チェロに歌い継がれる中でピアノが遅れて入ってくる。
譜例3
第1変奏はウン・ポコ・ピウ・モッソとなり、ピアノのスタッカートによる伴奏の上でヴァイオリンとチェロがまばらに変奏を行う。第2変奏はポコ・アンダンテで、主題はターン風の音型へと変化させられる。第3変奏では主題の逆行が用いられる（譜例4）。
譜例4
第4変奏では変ホ長調とロ短調の間を行きつ戻りつし、第5変奏では下降音型が奏される。コーダは主題を半音階的に色付けし、苦悶の表情をもって終わりを迎える。

### 第3楽章
Finale. Allegretto scherzando 3/8拍子 ニ長調
終楽章はスケルツォとフィナーレを融合させた形を取っている。冒頭からの主題の提示はチェロが担う（譜例5）。この主題はワルツ調であるが、すぐ後に現れる急速な楽想はフリアントと思わせるところがある。
譜例5
アレグレットと急速なエピソードが交代しながら進行し、新たな主題にたどり着く（譜例6）。メンデルスゾーンを思わせる滑らかな表情を纏っており、アレグロ・アジタートという速度表示から受ける印象からはかけ離れている。
譜例6
頂点を築いた後に元のテンポとなってチェロから譜例5が再現される。やはり速い速度の楽想に交代するが、その速度のまま譜例5を奏するなど変化を見せる。譜例6の再現を経てコーダとなる。コーダでは譜例6をコミカルな調子に変奏して奏し、歯切れよく全曲に終止符を打つ。